# Tontelea coriacea
Tontelea coriacea är en benvedsväxtart som beskrevs av Albert Charles Smith.
Tontelea coriacea ingår i släktet Tontelea och familjen Celastraceae. Inga underarter finns listade.